# سنلسمر (باركشير)
سنلسمر (بالإنجليزية: Snelsmore)‏ هي قرية تقع في المملكة المتحدة في جنوب شرق إنجلترا.